# Pinar del Sol
Pinar del Sol - Villa Robles es una localidad balnearia del Partido de La Costa, en la ribera del mar Argentino, al este de la provincia de Buenos Aires, Argentina.

## Descripción
Es un balneario cercano a Costa Esmeralda, con paisajes agrestes, en donde se destaca la prominencia de sus médanos, en la denominada «zona de Altos Médanos», en la cual también hay bosques de pinos. Lindante a esta localidad se encuentra Villa Robles, emprendimiento privado.

## Ubicación
Se encuentra sobre la Ruta Provincial 11, 24 km al sur de Nueva Atlantis, y a pocas horas de Buenos Aires, en parte vía autopista.

## Actividades
Esta tranquila localidad se encuentra en pleno desarrollo, que ofrece actividades relacionadas directamente con el medio ambiente y el deporte.